# Amstrad PC 1512
Amstrad PC 1512 (PC 1512) је професионални рачунар, производ фирме Амстрад (Amstrad) који је почео да се израђује у Уједињеном Краљевству током 1986. године.
Користио је Intel 8086 као централни микропроцесор а RAM меморија рачунара PC 1512 је имала капацитет од 512 KB (до 640 KB). 
Као оперативни систем кориштен је MS-DOS или DR-DOS.

## Детаљни подаци
Детаљнији подаци о рачунару PC 1512 су дати у табели испод.
|                       |                                                                                                   |
| 1512                  |                                                                                                   |
| Произвођач            | Амстрад                                                                                           |
| Тип                   | професионални рачунар                                                                             |
| Меморија              | 512 (до 640 )                                                                                     |
| Поријекло             | Уједињено Краљевство                                                                              |
| Година                | 1986                                                                                              |
| Тастатура             | Пуни помак, професионална тастатура, са функцијским тастерима, нумеричка тастатура и едит тастери |
| Процесор              | 8086                                                                                              |
| Фреквенција процесора | 8                                                                                                 |
| RAM                   | 512 (до 640 )                                                                                     |
| ROM                   | 16                                                                                                |
| Текст                 | 40 x 25 / 80 x 25                                                                                 |
| Графика               | CGA графички модови : 320 x 200 / 640 x 200 + Amstrad мод : 640 x 200 / 16 боја                   |
| Боја                  | 4 (CGA боје) / 16 (Amstrad мод)                                                                   |
| Звук                  | мали звучник                                                                                      |
| Димензије             | 39(ширина) x 31(дубина) x 9(висина) .                                                             |
| Портови               |                                                                                                   |
| Оперативни систем     |                                                                                                   |